# Stenia semifuscalis
Stenia semifuscalis là một loài bướm đêm trong họ Crambidae.